# ももいろクリスマス2019 〜冬空のミラーボール〜
『ももいろクリスマス2019 〜冬空のミラーボール〜』（ももいろクリスマスにせんじゅうきゅう ふゆぞらのミラーボール）は、ももいろクローバーZが大阪城ホールで2019年12月7日に、さいたまスーパーアリーナで24日・25日に開催したライブ。
Blu-ray & DVDとして、さいたまスーパーアリーナ公演2日分を全て収録したものが発売されている。

## 概要
2010年から毎年開催し、10回目の節目を迎えた『ももいろクリスマス』。本年のテーマとして「古きよき時代と、今の時代のエンターテインメントの融合」を掲げた。1960～70年代に放映された音楽バラエティ番組『シャボン玉ホリデー』などを意識して、本ライブのテーマソング『HOLIDAY』も披露し、昭和レトロを感じさせる演出となった。
ステージには巨大なミラーボールが設けられ、「今と昔、2つのファンタジーが混じり合う時、次の時代につながる新たな夢の舞台が生まれます」と、黒のシルクハットにタキシード姿の中山秀征が語りながら登場。MC役を務め、幕間にはコントや隠し芸も披露した。メンバーは千鳥格子のミニワンピースや、チェックのパンツスーツといったレトロな衣装を身に着け、この日のために結成された「竹上良成とダウンタウン・スイング・オーケストラ」をバックに、昭和歌謡風にアレンジされた持ち歌をパフォーマンス。これに、ヒューマンビートボックス日本チャンピオンのTATSUYAらが加わったコラボレーションも見どころとなった。
3days公演最後には、BGM無しの厳かな雰囲気の中でメンバーの挨拶が行われた（通例では「あの空へ向かって」のインストが流れる）。リーダーの百田夏菜子は、メイクのスタッフから「今まで色んな景色を見させてくれたので後悔はない」と言われたことに触れ、以下のように新たな目標を語った。

## セットリスト

### 大阪城ホール公演
1. オレンジノート
2. ロードショー
3. 泣いちゃいそう冬
4. カントリーローズ〜時の旅人〜
5. 空のカーテン
6. stay gold
7. MORE WE DO!
8. 仮想ディストピア
9. Chai Maxx ZERO
10. きみゆき
11. The Diamond Four
12. 行くぜっ!怪盗少女
13. GOUNN
14. サンタさん
15. HOLIDAY
16. クローバーとダイヤモンド
17. 走れ!
18. 白い風
19. 今宵、ライブの下で
20. JUMP!!!!! (アンコール)
21. 僕等のセンチュリー (アンコール)
22. The Show (アンコール)

### さいたまスーパーアリーナ公演

#### Day1
1. オレンジノート
2. DNA狂詩曲
ライブ映像 - YouTube
3. 僕らのセンチュリー
4. ロードショー
5. DECORATION
6. stay gold
7. きみゆき
8. イマジネーション
9. 労働讃歌
10. 泣いちゃいそう冬
11. JUMP!!!!!
12. 今宵、ライブの下で
13. 行くぜっ!怪盗少女
14. サンタさん
15. HOLIDAY
16. ヘンな期待しちゃ駄目だよ…？
17. クローバーとダイヤモンド
18. 空のカーテン
19. 灰とダイヤモンド
20. The Diamond Four (アンコール)
21. 白い風 (アンコール)
22. The Show (アンコール)

#### Day2
1. オレンジノート
2. ロードショー
3. 猛烈宇宙交響曲・第七楽章「無限の愛」
4. 泣いちゃいそう冬
5. GOUNN
6. カントリーローズ〜時の旅人〜
7. MORE WE DO!
8. デモンストレーション
9. Sweet Wanderer
10. 空のカーテン
11. The Diamond Four
ライブ映像 - YouTube
12. 行くぜっ!怪盗少女
13. stay gold
14. サンタさん
15. HOLIDAY
ライブ映像 - YouTube
16. SECRET LOVE STORY
17. 走れ!
18. 白い風
19. 僕等のセンチュリー
20. JUMP!!!!! (アンコール)
21. 今宵、ライブの下で (アンコール)
22. The Show (アンコール)

## サポートメンバー
「竹上良成とダウンタウン・スイング・オーケストラ」と呼ばれるバンドによる生演奏が行われた。
- 竹上良成 - サックス
- 宗本康兵 - 音楽監督・キーボード
- 村石雅行 - ドラムス　※大阪・埼玉Day1
- 藤原佑介 - ドラムス　※埼玉Day2
- 浜崎賢太 -  ベース
- TAKUYA（元JUDY AND MARY） - ギター
- 佐藤大剛 - ギター
- 朝倉真司 - パーカッション
- 小澤篤士 - トランペット
- 真砂陽地 - トランペット
- 吉澤達彦 - トランペット
- 橋本和也 - サックス
- 石井裕太 - サックス＆クラリネット
- 鹿討奏 - トロンボーン
- 半田信英 - トロンボーン
- 弦一徹 - ヴァイオリン
- 藤田クリスティーナ - ヴァイオリン
- カメルーン真希 - ヴィオラ
- 村中俊之 - チェロ
- 加藤いづみ - コーラス
- marron - コーラス
- 中西圭三 - コーラス